# Suite arithmético-géométrique
Ne pas confondre avec les suites définissant la moyenne arithmético-géométrique.
En mathématiques, une suite arithmético-géométrique est une suite satisfaisant une relation de récurrence affine, généralisant ainsi les définitions des suites arithmétiques et géométriques.

## Définition
On se place dans un corps commutatif K quelconque, par exemple ℝ (corps des réels) ou ℂ (corps des complexes). Une suite (un)n ∈ ℕ à valeurs dans K est dite arithmético-géométrique s'il existe deux éléments a  et b de K  tels que la suite vérifie la relation de récurrence suivante :
Remarque
On peut toujours ramener l'étude d'une suite (un)n ≥ n0 à celle d'une suite (vp)p ∈ ℕ en posant vp = un0 + p. La suite (un) vérifie une relation de la forme ci-dessus pour tout n ≥ n0 si et seulement si la suite (vp)p ∈ ℕ est arithmético-géométrique.

## Terme général

### Cas oùa= 1
Pour le cas a = 1, on a affaire à une suite arithmétique, donc

### Cas oùa≠ 1
En posant
on a :
(y compris si a et n sont nuls, avec la convention 00 = 1).
D'après la remarque qui suit la définition, on en déduit que, plus généralement :

## Somme des premiers termes
Si a ≠ 1, toujours en posant r = b/(1 – a), la somme des n premiers termes (de 0 à n – 1) est :
On en déduit n'importe quelle somme de termes consécutifs : sous les mêmes hypothèses, pour  n > p,
{\displaystyle \sum _{k=p}^{n-1}u_{k}=S_{n}-S_{p}=(u_{p}-r){\dfrac {a^{p}-a^{n}}{1-a}}+(n-p)r}.

## Convergence
Le terme général et les considérations sur les suites géométriques permettent de déterminer la limite d'une telle suite suivant les valeurs de a et, éventuellement, le signe de u0 – r (si a ≠ 1 et r = b/(1 – a)).
Dans le cas où |a| < 1, la limite de la suite est r quelle que soit la valeur initiale. La limite d'une suite de ce type  est donc indépendante des conditions initiales. Cette particularité est à mettre en regard avec les suites à récurrence non linéaire (suite logistique) qui peuvent, elles, être très sensibles aux conditions initiales. Dans une chaîne de Markov, cela prouve que la chaîne converge vers une chaîne stationnaire.

## Utilisation
Les suites arithmético-géométriques se rencontrent dans la modélisation de certains flux de population (apport fixe et fuite proportionnelle).
Exemple : apport de 10 et fuite de 5 % :
{\displaystyle u_{n+1}=u_{n}+10-0{,}05\,u_{n}}.
Elles se rencontrent aussi dans les plans de remboursement : un capital C emprunté à un taux mensuel t et remboursé par mensualités M conduit à l'élaboration d'un plan de remboursement. Si Rn représente le capital restant dû au bout de n mensualités, la suite (Rn) est une suite arithmético-géométrique de relation de récurrence : 
{\displaystyle R_{n+1}=(1+t)\,R_{n}-M}.

On les trouve aussi dans une chaîne de Markov à deux états A et B dont les probabilités sont, à l'étape {\displaystyle n}, {\displaystyle p_{n}} et {\displaystyle q_{n}} avec {\displaystyle p_{n}+q_{n}=1}. La matrice stochastique est alors :
{\displaystyle {\begin{pmatrix}a&1-a\\1-b&b\end{pmatrix}}}.
De la relation 
{\displaystyle (p_{n+1},q_{n+1})=(p_{n},q_{n}){\begin{pmatrix}a&1-a\\1-b&b\end{pmatrix}}}
on déduit que :
{\displaystyle p_{n+1}=ap_{n}+(1-b)q_{n}}.
Comme d'autre part 
{\displaystyle q_{n}=1-p_{n}},
en remplaçant on obtient la relation de récurrence:
{\displaystyle p_{n+1}=(a+b-1)p_{n}+1-b}.